# 中華民國—美國關係
中華民國與美利堅合眾國於1913年—1979年有官方外交關係，後因美國與中華人民共和國建交，而與中華民國斷交，兩國斷交後，於彼此首都互設具大使館功能的代表機構。由於美國對於中華民國政治、經濟及軍事上的高度重要性，中華民國政府視對美關係為外交工作的重點。美國亦曾自1951年至1979年在臺灣駐軍，參與過多次亞洲的軍事行動。隨著1949年中華民國政府遷至臺灣後，已與臺美關係重疊。

## 歷史

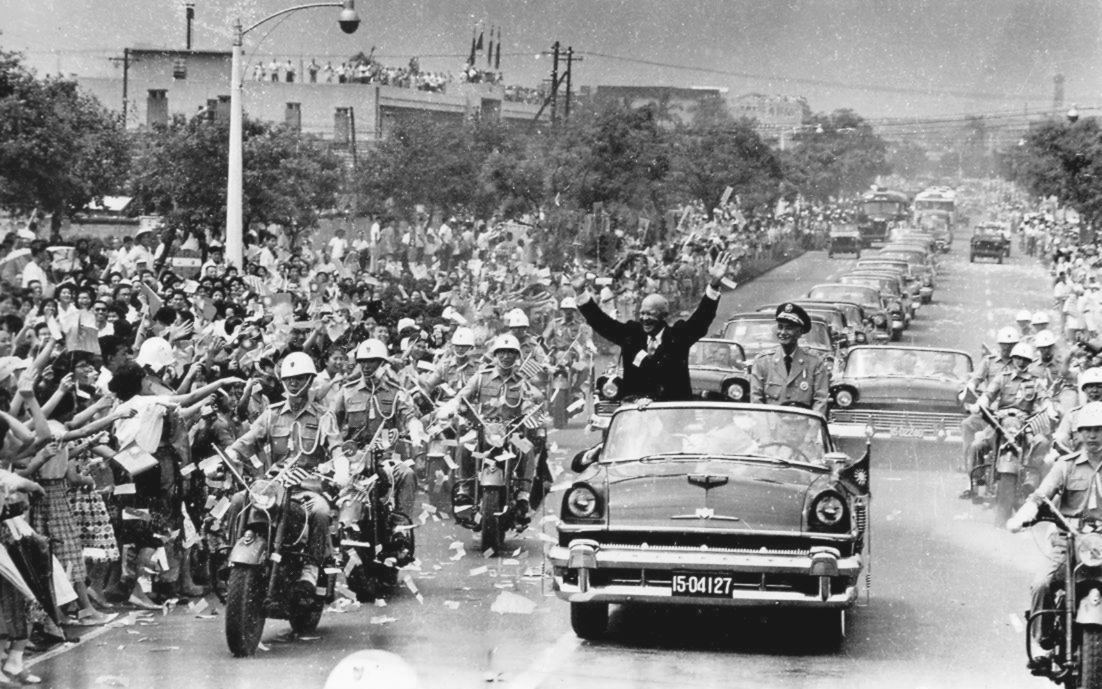
美國總統艾森豪於1960年6月18日訪問台北時，與中華民國總統蔣中正搭敞篷車前往圓山大飯店途中。

中華民國大陸時期及遷台後與美國的雙邊關係。

## 代表機構

### 美國

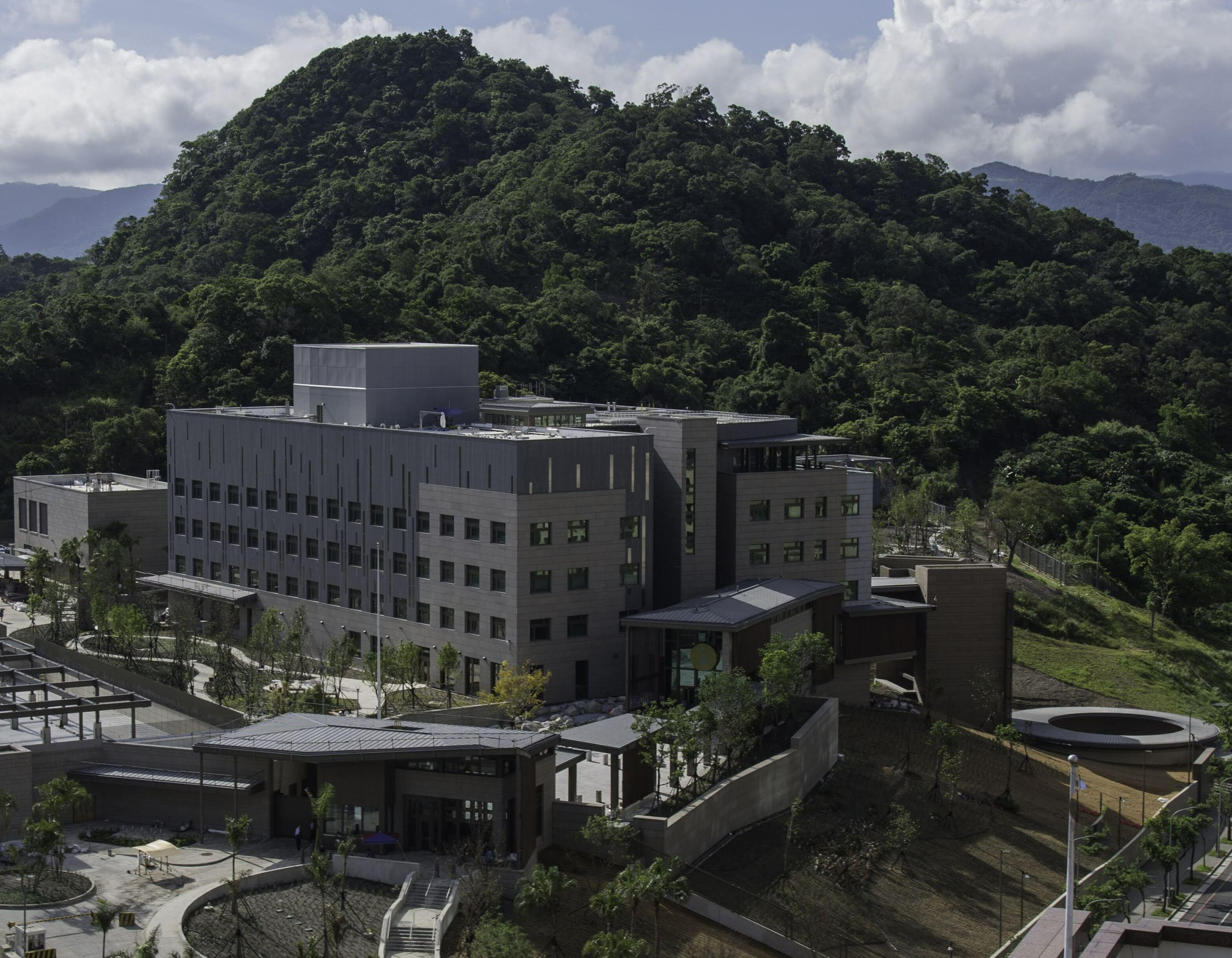
美國在台協會台北辦事處

1979年1月1日，美國和中華人民共和國建交後，基於一個中國政策，與中華民國之間即不存在正式的外交關係。但美國透過《台灣關係法》、設立美國在台協會（American Institute in Taiwan, AIT）與中華民國實際保持雙邊的夥伴關係。
- 美國在台協會主席：待定[7]
- 台北辦事處處長：谷立言。另在高雄設有分處，[6]兩地也設有商務組。

美國在台協會台北辦事處舊址位於臺北市大安區信義路三段的土地是向臺北市政府教育局租用，由於臺北市議會決議將該地收回興建國中，必須另覓新址。經過多次討論會勘後，在2000年12月選定內湖區金湖路100號為新址地點，共約6.5公頃，自2005年1月起租期99年，建築費用約76億新台幣，是首座由外國駐台機構打造的建築。2018年6月12日落成啟用，新館前方有美國國旗、大門則有美國國務院院徽。2019年5月6日對外營運。
中華民國前总统陈水扁曾这样表述台美關係，其在任期间为「美军政府代理人」，听命于美國在臺協會（以下簡稱AIT），美方对此予以否认。在維基解密釋出AIT公文後，AIT被稱為「藍綠政治人物告解室」，因為能與AIT聊天、交換意見的台灣政治人物對AIT都頗為坦白；中華民國許多政府官員也習於直接跳過中華民國政府體系、向AIT報告重要資訊。

#### 各州駐臺辦事處
美國亞利桑那州、佛罗里达州、夏威夷州、爱达荷州、路易斯安那州、马里兰州、明尼蘇達州、密西根州、密蘇里州、蒙大拿州、新泽西州、俄亥俄州、华盛顿州、新墨西哥州、宾夕法尼亚州、南卡罗来纳州、北卡罗来纳州、弗吉尼亚州、西維吉尼亞州、怀俄明州、德州、纽约州、印第安纳州共23州，以及關島在臺灣設有辦事處，並成立美國各州政府辦事處協會。

### 中華民國

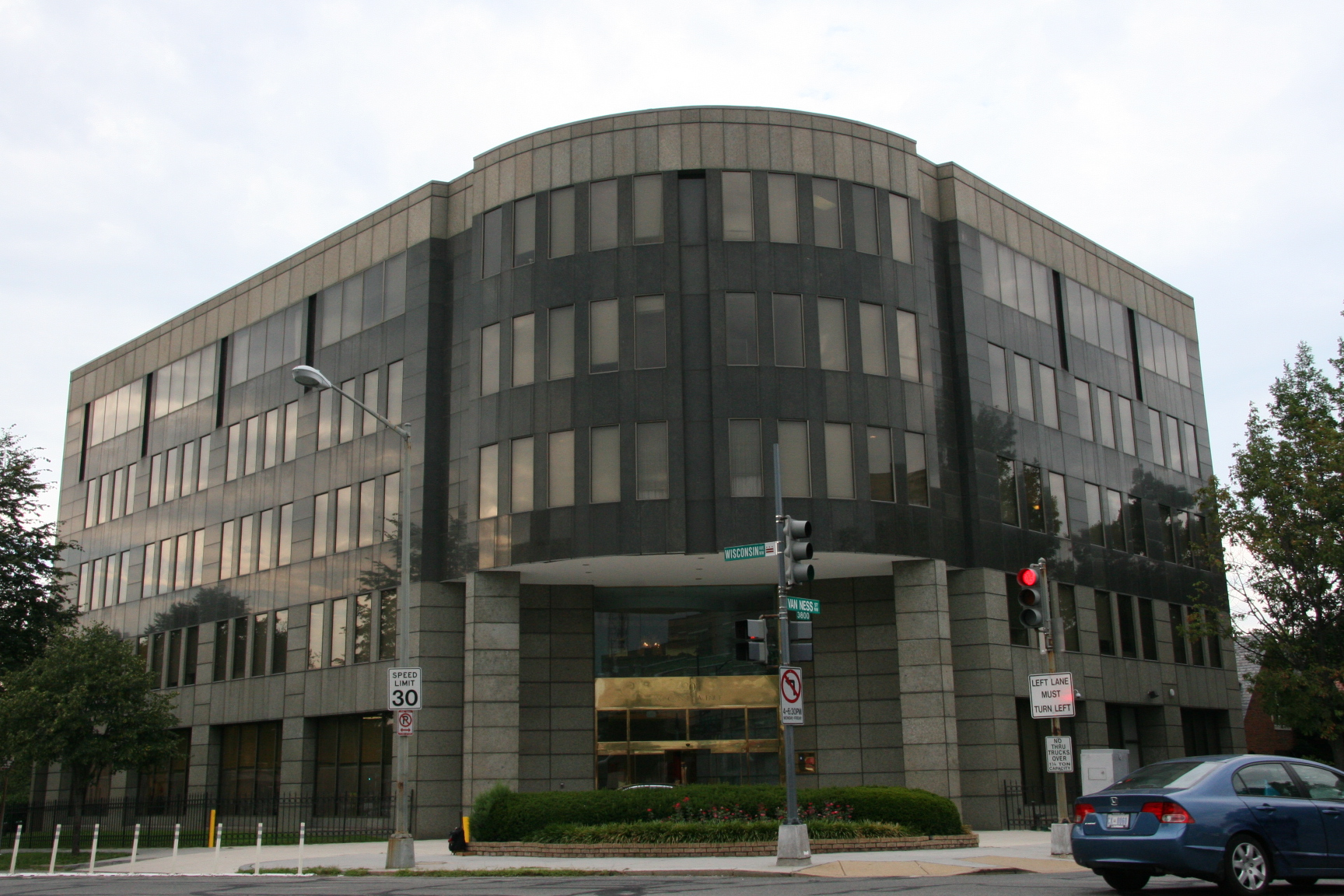
駐美國臺北經濟文化代表處

1979年3月1日，中華民國行政院設立北美事務協調委員會（Coordination Council for North American Affairs），作為美國在台協會的對等機構，由外交部掌管。1986年11月26日，北美事務協調委員會駐美國辦事處新館啟用，所屬各組合署辦公。1994年10月10日，駐美國辦事處更名為駐美國臺北經濟文化代表處（Taipei Economic and Cultural Representative Office in the United States）。2019年5月25日，北美事務協調委員會更名為臺灣美國事務委員會（Taiwan Council for U.S. Affairs，TCUSA）。
- 臺灣美國事務委員會主任委員：顏慧欣。
- 中華民國駐美國代表：俞大㵢，駐美國台北經濟文化代表處位於华盛顿哥伦比亚特区；辦事處位於紐約、洛杉磯、芝加哥、休士頓、邁阿密、亞特蘭大、波士頓、舊金山、西雅圖、丹佛、檀香山、關島等12個美國城市。[4]
- 中華民國駐美軍事代表團：設於美國華盛頓特區威斯康辛大道上。1979年與美國斷交後依據《台灣關係法》成立的北美事務協調委員會納編「國防採購組」，專門負責與美國的國防採購任務。1982年國防部將駐美的「國防採購組」及「勤務協調組」併編為「駐美國防採購勤務團」，1995年再更名為「駐美採購組」並改隸於國防部採購局，2004年7月1日調整隸屬國防部軍備局採購中心，2006年7月1日與軍協組併編為「中華民國駐美軍事代表團」，改為國防部直屬單位。駐美軍事代表團下設團部、軍協組及採購組，採購組配屬於外交部駐美辦事處，並由其統一管制，亦受軍事代表團團部（團長及副團長）直接督導。[19]

2014年3月24日，美國聯邦政府於《聯邦公報》登載，將駐美國代表處及各辦事處指列為《外國駐團法》所稱之「外國駐團」（Foreign Mission），並將駐美國代表處之館舍列為外交館舍。12月，美國國務院全面換發台灣駐美人員與眷屬之身分卡、免稅卡及駕照，再將台灣納入國務院「外交機動車輛計畫」（Diplomatic Motor Vehicle Program），並於2015年2月11日起換發駐美各處及人員車輛車牌，使享有與各國駐美使領館幾乎相同的特權待遇。
2020年12月，美國聯邦眾議院有78名眾議員聯名致函國務卿蓬佩奧，籲請美國政府同意將「台北經濟文化代表處」更名為「台灣代表處」。2021年5月，多名眾議員提出《台灣外交檢討法》，內容包括正名為台灣代表處、要求美國在台協會處長須經國會參議院確認通過、為台灣駐美官員創建專用簽證等。

### 駐處維安
2018年7月29日，台灣《自由時報》報導，美國透過管道向中華民國國安高層告知，美國在台協會台北辦事處新館於9月正式運作後，將派海軍陸戰隊進駐，其隊員隸屬於海軍陸戰隊使館警衛隊，稱為「海軍陸戰隊衛兵」。這是兩國自1979年斷交以來，美國首度比照海外使領館，也在台灣設立「陸戰隊之家」（Marine House）。基於對等立場，中華民國國防部也爭取恢復憲兵進駐駐美代表處及雙橡園，以彰顯兩國軍事合作交流進入新的里程碑。但有線電視新聞網（CNN）在9月13日的報導指出，美國國防部已拒絕國務院的請求，原因是資源有限，且國務院未事先告知國防部在台北辦事處新館完工後，需要進駐陸戰隊，才導致請求被拒絕，並非怕激怒中華人民共和國政府。2019年4月3日，美國在台協會發言人孟雨荷表示，新館的維安如同舊館，由少數美方人員搭配人數較多的當地聘僱人員，並與地方當局合作共同負責。也首度證實自2005年起，派駐舊館的美方人員就有現役軍人，包括陸軍、海軍、空軍與陸戰隊。

## 經貿關係

### 貿易
中華民國對外貿易發展協會（外貿協會）於美國第1大城設立駐紐約辦事處，以及在洛杉磯、芝加哥、達拉斯、舊金山設立台灣貿易中心。經濟部國際貿易署則在首都華盛頓哥倫比亞特區設立駐美國代表處經濟組，以及在紐約、洛杉磯、芝加哥、休士頓、亞特蘭大、舊金山設立駐在辦事處經濟組。
| 年分 | 貿易總額        | 貿易總額 | 貿易總額 | 出口至美國      | 出口至美國 | 出口至美國 | 自美國進口     | 自美國進口 | 自美國進口 | 順逆差 |
| 年分 | 金額            | 年增減   | 排名     | 金額            | 年增減     | 排名       | 金額           | 年增減     | 排名       | 順逆差 |
| ---- | --------------- | -------- | -------- | --------------- | ---------- | ---------- | -------------- | ---------- | ---------- | ------ |
| 2017 | 65,171,460,234  | ▲7.7%    | 2        | 36,773,615,283  | ▲10.1%     | 3          | 28,397,844,951 | ▲4.8%      | 3          | 順差▲  |
| 2018 | 72,598,303,896  | ▲11.4%   | 2        | 39,491,214,291  | ▲7.4%      | 3          | 33,107,089,605 | ▲16.6%     | 3          | 順差▼  |
| 2019 | 81,099,368,953  | ▲11.7%   | 2        | 46,247,551,928  | ▲17.1%     | 2          | 34,851,817,025 | ▲5.3%      | 3          | 順差▲  |
| 2020 | 83,065,954,631  | ▲2.4%    | 2        | 50,550,417,983  | ▲9.3%      | 2          | 32,515,536,648 | ▼6.7%      | 3          | 順差▲  |
| 2021 | 104,947,485,462 | ▲26.3%   | 2        | 65,686,791,797  | ▲29.9%     | 2          | 39,260,693,665 | ▲20.7%     | 3          | 順差▲  |
| 2022 | 120,745,453,147 | ▲15.1%   | 2        | 75,052,586,258  | ▲14.3%     | 2          | 45,692,866,889 | ▲16.4%     | 3          | 順差▲  |
| 2023 | 117,118,933,458 | ▼3.0%    | 2        | 76,234,553,385  | ▲1.6%      | 2          | 40,884,380,073 | ▼10.5%     | 3          | 順差▲  |
| 2024 | 157,819,927,651 | ▲34.8%   | 2        | 111,361,973,056 | ▲46.1%     | 1          | 46,457,954,595 | ▲13.6%     | 2          | 順差▲  |

2023年，根據美国商务部統計，臺灣是美國第8大貿易夥伴、第13大出口夥伴、第8大進口夥伴。
2023年的兩國貿易項目如下：
出口至美國的前10大項目為：自動資料處理機、磁性或光學閱讀機；電話機（包括智能手机），以及其他傳輸或接收聲音、圖像之有線或通訊器具；特定用途機器之零件與附件；集成电路；機動車輛所用之零件與附件；鋼鐵製螺釘、螺栓、螺帽、螺旋鈎、車用螺釘、鉚釘、橫梢、開口梢、墊圈與類似製品；碟片、磁带、固態、與其他錄音或錄製之媒體；变压器、靜電式變流器與電感器；自行車或機動車輛用之電氣照明或信號設備、擋風板刮刷器、去霜或去霧器；一般或競技運動、戶外遊戲用物品與設備、游泳池與袖珍游泳池等。
自美國進口的前10大項目為：石油原油與自瀝青質礦物提出之原油；積體電路；製造半导体、集成电路與平面顯示器用之機器與器具、零件與附件；涡轮喷气发动机、螺旋槳推動用渦輪機與其他燃氣渦輪機；特殊物品，含進口未超過5萬新臺幣之小額報單與其他零星物品；計量或檢查用儀器與器具、定型投影機；石油氣與其他氣態碳氫化合物；航空器、航天器（包括人造衛星）、次軌道飛行物與太空船發射載具；大豆；小客車與其他主要設計供載客之機動車輛等。
中華民國商品佔美國進口市場的比重，自1991年最高點的4.72%，逐年下降至2008年1.73%、2009年1.82%、2010年1.87%、2011年1.88%、2012年1.71%、2013年1.67%、2014年1.73%、2015－2018年維持在1.8%、2019年增至2.2%、2020年2.6%、2021－2022年2.7%，2023年2.8%。

#### 中華民國在美國各州的貿易排名（2022年）
| 州分         | 排名                                            | 州分         | 排名                           |
| ------------ | ----------------------------------------------- | ------------ | ------------------------------ |
| 西維吉尼亞州 | 第06大進口夥伴、第16大出口夥伴                  | 弗吉尼亚州   | 第10大進口夥伴、第09大出口夥伴 |
| 马里兰州     | 第28大進口夥伴、第18大出口夥伴                  | 特拉华州     | 第25大進口夥伴、第09大出口夥伴 |
| 缅因州       | 第27大進口夥伴、第17大出口夥伴                  | 新罕布什尔州 | 第13大進口夥伴、第30大出口夥伴 |
| 佛蒙特州     | 第04大進口夥伴、第02大出口夥伴                  | 康乃狄克州   | 第15大進口夥伴、第12大出口夥伴 |
| 纽约州       | 第12大進口夥伴、第17大出口夥伴                  | 新泽西州     | 第15大進口夥伴、第19大出口夥伴 |
| 宾夕法尼亚州 | 第16大進口夥伴、第19大出口夥伴                  | 麻薩諸塞州   | 第11大進口夥伴、第08大出口夥伴 |
| 羅德島州     | 第18大進口夥伴、第12大出口夥伴                  | 喬治亞州     | 第12大進口夥伴、第21大出口夥伴 |
| 亚拉巴马州   | 第12大進口夥伴、第16大出口夥伴                  | 肯塔基州     | 第12大進口夥伴、第18大出口夥伴 |
| 北卡罗来纳州 | 第14大進口夥伴、第24大出口夥伴                  | 南卡罗来纳州 | 第13大進口夥伴、第10大出口夥伴 |
| 田纳西州     | 第08大進口夥伴、第24大出口夥伴                  | 佛罗里达州   | 第18大進口夥伴、第40大出口夥伴 |
| 加利福尼亚州 | 第06大進口夥伴、第06大出口夥伴                  | 夏威夷州     | 第07大進口夥伴、第13大出口夥伴 |
| 新墨西哥州   | 第07大進口夥伴、第06大出口夥伴                  | 内华达州     | 第02大進口夥伴、第12大出口夥伴 |
| 亞利桑那州   | 第04大進口夥伴、第09大出口夥伴                  | 科羅拉多州   | 第04大進口夥伴、第11大出口夥伴 |
| 犹他州       | 第04大進口夥伴、第12大出口夥伴                  | 华盛顿州     | 第04大進口夥伴、第07大出口夥伴 |
| 怀俄明州     | 第14大進口夥伴、第10大出口夥伴                  | 爱达荷州     | 第01大進口夥伴、第02大出口夥伴 |
| 蒙大拿州     | 第07大進口夥伴、第07大出口夥伴                  | 俄勒冈州     | 第07大進口夥伴、第06大出口夥伴 |
| 南达科他州   | 第06大進口夥伴、第10大出口夥伴                  | 明尼蘇達州   | 第07大進口夥伴、第09大出口夥伴 |
| 阿拉斯加州   | 第12大進口夥伴、第09大出口夥伴 進口為2021年資料 | 北达科他州   | 第09大進口夥伴、出口未知       |
| 俄亥俄州     | 第08大進口夥伴、出口未知                        | 威斯康辛州   | 第09大進口夥伴、出口未知       |
| 堪薩斯州     | 第03大進口夥伴、出口未知                        | 阿肯色州     | 第08大進口夥伴、出口未知       |
| 伊利诺伊州   | 第08大進口夥伴、出口未知                        | 密歇根州     | 第10大進口夥伴、出口未知       |
| 艾奥瓦州     | 第08大進口夥伴、出口未知                        | 內布拉斯加州 | 第08大出口夥伴、進口未知       |
| 德克萨斯州   | 進出口未知                                      | 俄克拉荷馬州 | 進出口未知                     |
| 密蘇里州     | 進出口未知                                      | 密西西比州   | 進出口未知                     |
| 路易斯安那州 | 進出口未知                                      | 印第安纳州   | 進出口未知                     |

### 投資
根據中華民國經濟部投資審議司統計，截至2024年5月，臺商在美國總投資金額338.9億美元，計有6,028件，佔中華民國對外投資15.62%，排名第2，次於加勒比海英國屬地；美國在臺灣總投資金額274.4億美元，計有8,059件，佔外資來源12.34%，排名第3，次於加勒比海英國屬地與荷兰。
臺商在馬里蘭州投資以從事电子计算机、電子、餐飲、小型超市為主；在德拉瓦州進行商業註冊多基於稅賦考量而設籍，實際投資活動則於其他各州進行；在佛蒙特州有1家臺商；在康乃狄克州投資不多，主因於物價較高、人口較少不具經濟規模，多數選擇鄰近的紐約州或紐澤西州設立據點；在紐約州設立投資據點約300餘個，以金融銀行、資訊電子、运输、贸易、房地产、食品、餐飲為主；在紐澤西州以塑料化學（例如台塑企業美國總部）、進出口貿易、資通訊軟體、旅館、餐飲、生物科技、綠能環保為主；在賓夕法尼亞州設立投資據點約20餘個，以餐飲、化工、金屬、進出口貿易為主；在麻薩諸塞州以製藥、醫材、通訊、金融、法律、保險、房地產、餐飲為主，亦有透過基金投資事業；在喬治亞州以海空運、物流為主；在北卡羅來納州以電子、塑膠、首飾、家具、電腦、貿易、食品、海運為主；在美國投資以加州為最多，總金額近85億美元，設廠、設立分支、營運據點等至少1,500餘個，創造超過10萬個工作機會。以電腦、電子、貿易、旅遊、金融、研發、行銷、物流、貿易、批發為主。臺資銀行在加州的總資產約80億美元，僅次於日本；在夏威夷州以不動產、餐飲為主；在新墨西哥州以電子零件、汽車零配件、貿易為主；在亞利桑納州以半导体、清潔能源、資通訊產品及其零組件、房地產、餐馆為主；在華盛頓州投資早期偏重餐飲、房地產、旅館等，近年逐漸轉向資本與技術密集產業，如航空、銀行、高科技工程、高級大飯店為主；在猶他州以電腦、生物科技、印刷、房地產、旅館為主；在伊利诺伊州投資者約100家，以運輸、貿易、倉儲、配銷中心為主，少數有製造、研發；在密西根州以汽車零組件為主；在內布拉斯加州有1家臺商；在路易斯安那州的投資具有相當規模，以台塑、南亞的石化廠與塑膠廠為主；在德州以塑膠、石化、化學、電腦、電子零件、電機、汽車零配件、超市商場、金融、貿易、運輸為主。截至2022年，在緬因州、新罕布什尔州、阿拉斯加州、蒙大拿州、密西西比州無臺商直接投資紀錄。

#### 台美投資案例
1981年，臺灣台塑石化在德拉瓦州併購美商Staffauer Chemical，至今聚氯乙烯（PVC）廠年產能約5萬4,000公噸，是美國最大的乳化PVC粉工廠，市場佔有率26%。在德州投資約60億美元，建立石化園區。2017年，在路易斯安那州投資94億美元購買土地設廠，原定2024年完工投產，後因景氣前景不明而暫緩。
臺灣南亞塑膠美國公司投資9億美元，在南卡羅來納州生產聚酯纖維。國泰金融控股以2.4億美元併購康乃狄克州康利資產管理公司。漢翔航空工業在亞利桑那州鳳凰城與美國航太業者合作生產战斗机噴射引擎，中華民國經濟部航太小組並負責執行相關回饋計畫，以加速技術移轉。環球晶圓併購GlobiTech公司，2022年投資10億美元在德州興建12吋矽晶圓廠。
2014年，美國蘋果公司在台灣新竹科學工業園區（竹科）的龍潭園區設立顯示技術中心，是蘋果在美國總部之外，繼日本、韓國之後的第三個海外研發重鎮。2020年5月，竹科管理局證實，已通過蘋果在龍潭新建新廠案，相關資料也完成登記，但細節無法透露。據了解，整體投資案達百億新臺幣。
美商德州仪器早已在臺灣投資，提升臺灣半导体集成电路封裝測試技術，也是臺灣最重要的投資外商之一。其他例如微软、思科、IBM、Google、亞馬遜等企業，自2018年以來紛紛將其研發或創新中心設於臺灣。Under Armour長期與臺灣紡織業者合作，不僅是最重要供應來源，也是主要紡織品研發夥伴。

#### 川普／拜登時期之臺商投資美國計畫

##### 鴻海

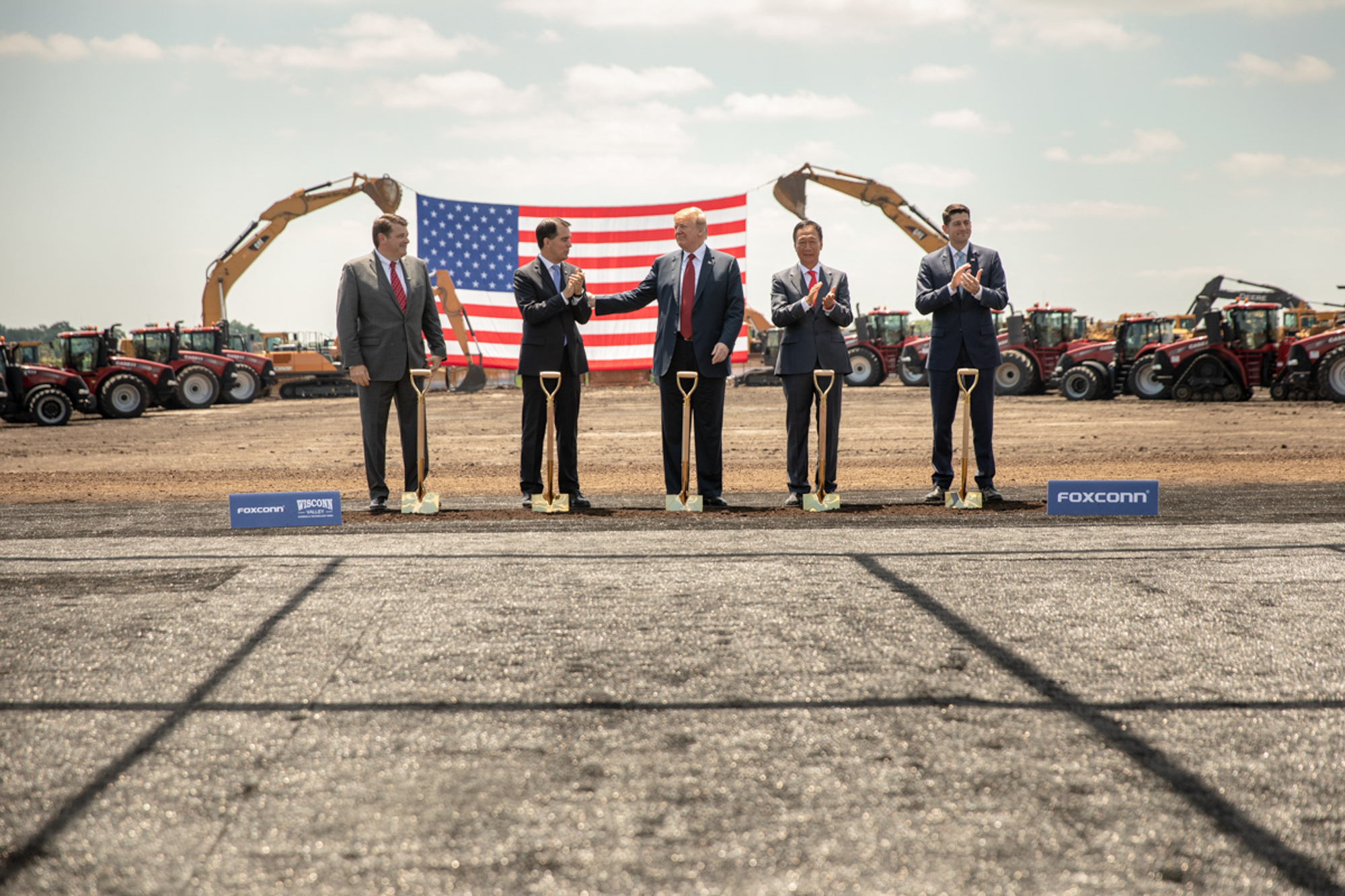
鴻海董事長郭台銘（右二）與美國總統川普（中）、眾議院議長萊恩（右一）、威斯康辛州州長沃克（左二）出席位於威斯康辛州的動工儀式。

2017年7月27日，美國總統川普與鴻海董事長郭台銘在白宮宣布富士康將在威斯康辛州設立8K LCD面板廠（赴美國投資計畫名為「飛鷹（flying eagle）」），投資金額100億美元，將創造3,000個就業機會、未來帶動1,3000個就業機會。在場陪同的還有美國副總統彭斯、眾議院議長萊恩、威斯康辛州州長沃克。郭台銘是第一位台灣企業家和白宮主人共同舉行記者會，白宮也在Facebook全程直播。9月14日，威斯康辛州眾議院以64票對31票，表決通過30億美元的獎勵方案，這是富士康設廠的最後一道關卡，全案送交州長簽署後即可執行。10月4日，富士康決定在威斯康辛州拉辛郡的蒙特普萊森村（Mount Pleasant Village，又譯快樂山村）建廠。11月11日，正式簽約，成為該州史上最大的外國企業投資案。2018年6月28日（美東時間）舉行動工儀式，由鴻海董事長郭台銘、美國總統川普、眾議院議長萊恩、威斯康辛州州長沃克、軟銀集團社長孫正義共同參與。2019年2月，傳出投資計畫生變後，川普在Twitter中證實已與郭台銘通話，並指富士康決定繼續推動投資計畫是「好消息」。5月2日，郭台銘前往美國，與川普在白宮橢圓形辦公室會面，郭台銘向川普詳述投資進度，並保證計畫沒有生變，也安排與威斯康辛州新州長艾佛斯會面。

##### 台積電

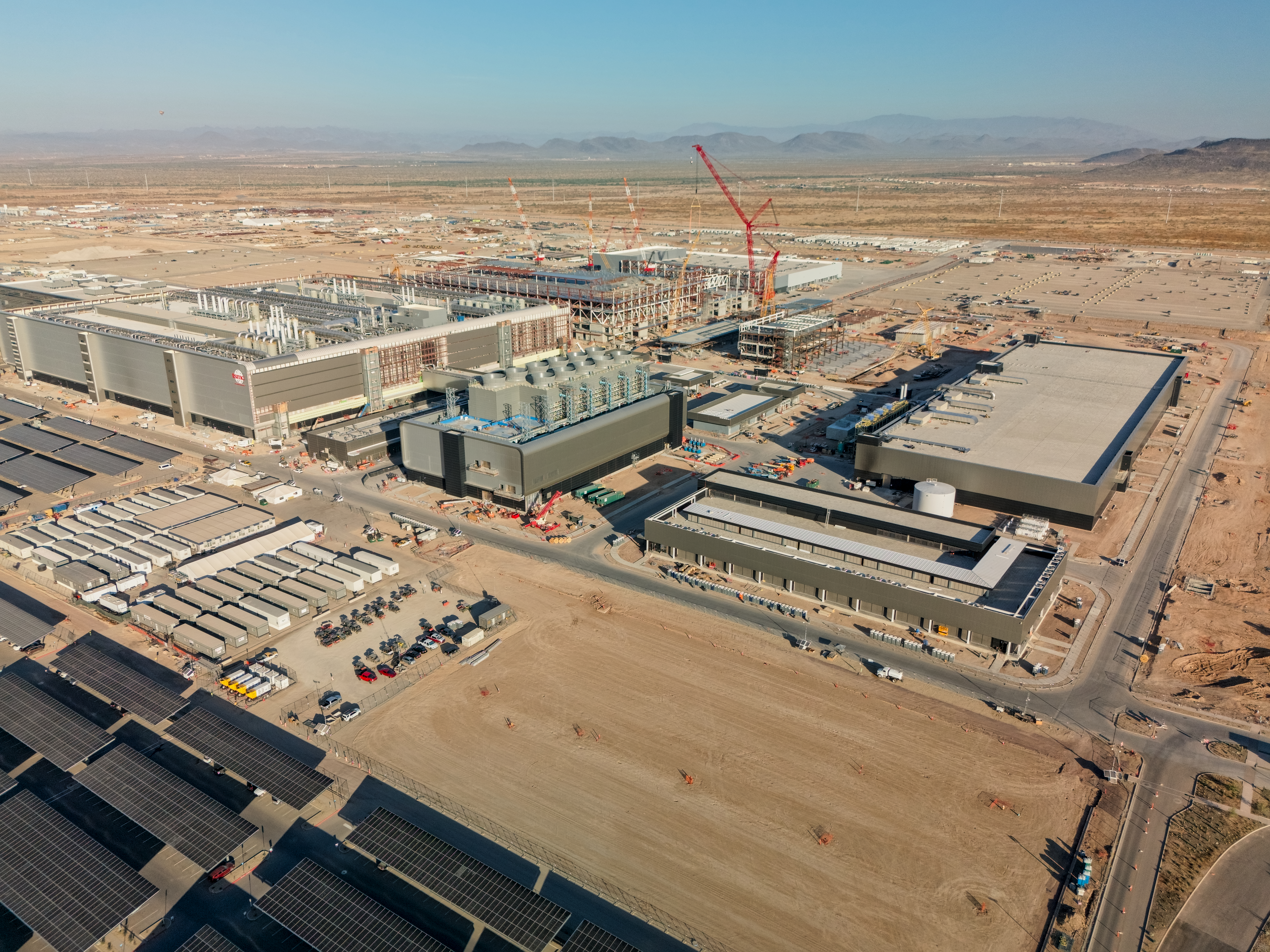
興建中的台積電亞利桑那州晶圓廠（2023年11月）。

2019年10月，美國國防部鼓勵業者在美國開設新生產線，並特別點名台積電，因為擔心香港持續的不穩定會迫使台灣限制甚至切斷對矽谷的晶片出口。台積電董事長劉德音表示，已和美國商務部討論在美國成立新廠，主要卡關在於錢，因為在美國的生產成本比在台灣高出許多，所以需要聯邦政府大量補貼，「全都取決於何時能夠填補成本的缺口」。2020年5月15日，在美國強力支持下，台積電宣布將投資約120億美元，在亞利桑那州興建5纳米制程先進晶圓廠。美國國務卿蓬佩奧表示，這項投資案將強化美國與台灣的關係，並將提升美國的經濟獨立性。州長杜瑟亦表示台積電設廠是亞利桑那州的重大新聞，具有世界級的重要性。2022年12月6日，台積電宣布亞利桑納州晶圓廠開始興建第二期工程，生產3納米制程技術，兩期工程總投資金額約400億美元，將是亞利桑納州史上規模最大的外國直接投資案，也是美國史上規模最大的外國直接投資案之一。12月7日，舉行「首批機台設備到廠」（First tool-in）典禮，美國總統拜登與台積電董事長劉德音、總裁魏哲家等人出席。魏哲家先前對於外界質疑台積電設廠恐淘空台灣半導體，表示「門都沒有」，另針對台灣半導體恐將步入日本後塵，則回應「不可能，台灣努力30多年，怎麼可能被擊倒」；經濟部長王美花亦對於外界「台積電變美積電」的說法，表示「台積電保護专利功夫一流，去台化是不可能的事」。2024年4月，投資金額增至650億美元。2025年3月4日，美國總統川普與台積電董事長暨總裁魏哲家在白宮宣布，台積電再投資至少1,000億美元，用於興建3座晶圓廠、2座先進封裝廠等設施。川普提到台灣在晶片生產上擁有「壟斷」地位，擴大投資對美國而言是關乎經濟安全、國家安全的問題。台積電也可多元化布局，在另一個安全的地方生產。並表示此舉將可避免晶片進口美國被課徵大幅關稅。

##### 其他
由於川普力推製造業回流美國，台塑企業、義联集團已計畫赴美投資擴廠，台灣中油也初步規劃在美國設立石化廠，總計台塑、義联、中油、鴻海以及台積電等企業計畫在美國的投資金額已達數兆新臺幣的規模。

### 經貿交流議題
《台美貿易暨投資架構協定》（TIFA）會議：輪流在臺北、華盛頓舉行，1994－2016年共召開10次會議。2021年6月10日，美國貿易代表戴琪與行政院政務委員兼經貿談判代表辦公室總談判代表鄧振中召開，戴琪強調美台貿易與投資重要性，並將重啟TIFA會談。6月30日，雙方代表召開第11次會議。2014年3月，成立「投資及技術性貿易障礙工作小組」。
2020年9月，美國國務院東亞暨太平洋事務助理國務卿史達偉宣布創立美台雙邊「經濟與商業對話」（Economic and Commercial Dialogue），由主管經濟成長、能源與環境的國務次卿克拉奇主持。中華民國駐美國代表蕭美琴表示，台美經濟與商業對話不僅涵蓋貿易議題，還包括半导体、5G、醫療、能源等各領域。對話機制與《台美貿易暨投資架構協定》（TIFA）相輔相成。9月17日，柯拉克訪台，先前傳出將參與經濟與商業對話，但不明原因取消。11月10日，美國國務卿蓬佩奧宣布由克拉奇於20日與台灣展開「經濟繁榮夥伴對話」，臺灣方面由經濟部政務次長陳正祺赴美與會。其後在兩人的見證下，由蕭美琴與美國在台協會執行理事藍鶯（Ingrid D. Larson）簽署合作瞭解備忘錄。就經濟合作領域、全球健康安全、科學與技術、5G與電信安全、供应链、婦女經濟賦權、基礎建設合作、投資審查等議題展開討論。
2021年12月，中華民國經濟部長王美花與美國商務部長雷蒙多舉行視訊會談，宣布共同建立台美「科技貿易暨投資合作架構」，以促進台美雙邊貿易、投資擴展與產業合作，達成半導體、5G、電動車等關鍵供應鏈多元化目標。
2022年5月，美國國家安全顧問蘇利文表示，台灣將不會成為「印度-太平洋经济框架」首輪參與國家，但強調期盼深化與台灣的經貿夥伴關係，以及美台雙邊關係的強化將與IPEF同時並進。對此，中華民國外交部表示遺憾，但未來仍會積極爭取參與。
2022年6月，行政院政務委員兼經貿談判代表辦公室總談判代表鄧振中與美國副貿易代表比安奇召開視訊會議，宣布啟動「台美21世紀貿易倡議」，根據倡議內容，台美將啟動貿易談判，以便在未來能夠獲得高標準、具有經濟利益的貿易協議。倡議的首次會議在6月底於華盛頓舉行。8月，雙方同意正式啟動台美貿易協商談判。
2022年9月，由美國主導並要求台灣、日本與韓國加入的晶片四方聯盟，舉行首場局長級官員預備會議。2023年2月，舉行首次正式會議的「美國－东亚半導體供應鏈韌性工作小組」資深官員視訊會議。
2023年5月，「臺美21世紀貿易倡議」已就12項議題中的貿易便捷化、良好法制作業（Good Regulatory Practices）、服務業國內規章（Services Domestic Regulation）、反貪腐、中小企業等5項議題完成談判，並完成中英文法律約本。6月1日，簽署首批協定，是自1979年兩國斷交後簽署結構最完整的貿易協定。目標在年底前完成所有議題的談判。8月，美國總統拜登簽署由國會通過的《美台21世紀貿易倡議首批協定實施法案》（US-Taiwan Initiative on 21st-Century Trade First Agreement Implementation Act）。

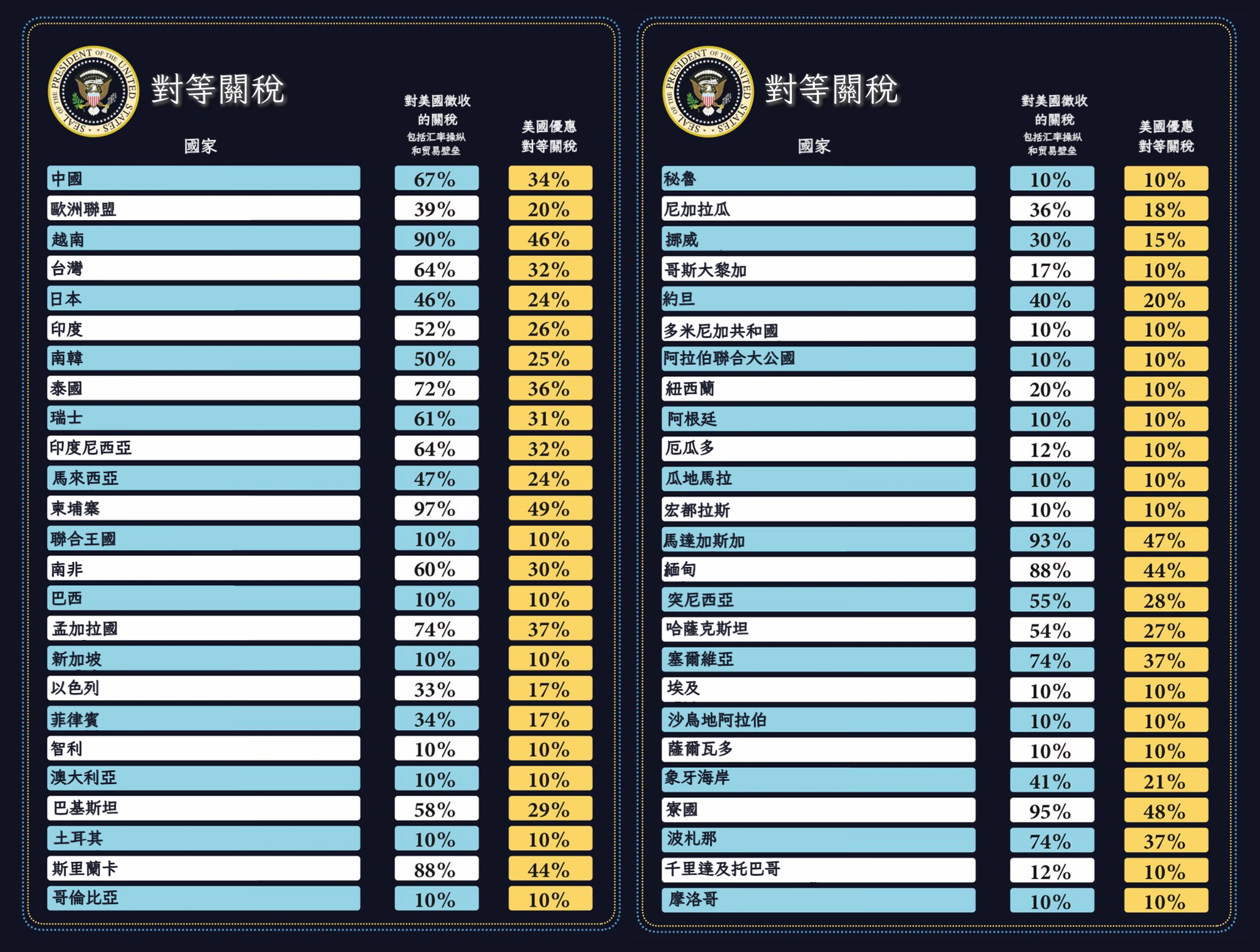
川普公布的最初對等關稅稅率（部分，中譯版）。

2025年4月，美國總統川普對台灣課徵32%的「對等關稅」。中華民國行政院認為稅率強烈不合理，並未實際反映台美經貿實際狀況，感到高度遺憾，行政院長卓榮泰指示與美國嚴正交涉。並召開「因應美國關稅 我國出口供應鏈支持方案」記者會，將推出9大面向、20項措施，共880億新臺幣的協助方案，其中工業挹注700億，農業180億。總統賴清德針對台美談判的議題提出5點作法，強調台灣不尋求對美國徵收報復性關稅，而是從雙邊「零關稅」開始討論，確保台灣的競爭力，也將增加對美採購與投資。在川普宣布對75國的高額關稅措施暫緩90天實施後，美國與台灣開始討論關稅問題。8月，美國對臺灣課徵20%的「暫時性」關稅，是在20%加上該貨品原有的最惠國稅率與任何反傾銷或反貼補稅。尚待談判完成的最終稅率。

### 會展
兩國舉辦的有：《臺美貿易暨投資架構協定》（TIFA）會議（1994－2021年已舉辦11屆）、臺美論壇（2015－2019年已舉辦3屆）、臺美經濟繁榮夥伴對話（2020－2023年舉辦4屆)）、臺美21世紀貿易倡議（2022年起），以及中美工商界聯合會議（2004年後停辦）、臺美金融會議（2007年）、臺美能源科技雙邊聯合會議（2009年）等。

### 臺商組織
目前成立的有：北美洲臺灣商會聯合總會、大華府臺灣商會、大華府地區玉山科技學會、紐約臺灣商會與青商會、紐約中華總商會、紐澤西臺灣商會、新英格蘭大波士顿臺灣商會、波克萊臺灣商會、新英格蘭臺灣青商會、新英格蘭玉山科技協會、波士顿臺灣人生技協會、亚特兰大臺灣商會、甘斯維爾臺灣商會、北卡大三角區臺灣商會、迈阿密臺灣商會、佛州臺灣廠商聯誼會、大奧蘭多臺灣商會、新諾美臺灣商會、美東南玉山科技協會、洛杉矶臺美商會、北加州臺灣工商會、舊金山灣區臺灣商會、鳳凰城臺灣商會、大丹佛地區臺灣商會、南加玉山科技協會、南加州臺灣旅館業同業公會、華美資訊協會、西雅圖臺灣商會、大盐湖區臺灣商會、大芝加哥臺美商會、大底特律臺灣商會、新奥尔良臺灣商會、俄克拉荷馬市臺灣商會、休斯敦臺灣商會、達褔臺灣商會、北德州暨歌林郡臺灣商會、奧斯汀臺灣商會、美南臺灣旅館公會等。

### 臺資銀行
目前設立的有：台灣銀行（紐約、洛杉磯、鳳凰城分行）、兆豐國際商業銀行（紐約、芝加哥、洛杉磯、矽谷分行）、第一商業銀行（美國總行及阿罕布拉分行，紐約、洛杉磯、工業市、矽谷、爾灣、休士頓分行）、彰化銀行（紐約、洛杉磯分行）、華南銀行（紐約、洛杉磯分行）、台北富邦商業銀行洛杉磯分行、玉山商業銀行洛杉磯分行、美國中信銀行（工業市、爾灣、蒙市、聖蓋博、聖瑪利諾、托倫斯、羅蘭崗、庫柏蒂諾、矽谷、愛迪生、布碌侖、法拉盛分行）、合作金庫商業銀行（西雅圖、休士頓分行）等。

## 交流

### 僑民
1971年的《聯合國大會第2758號決議》，中華民國退出聯合國及1979年中美斷交時，造成一定規模的臺灣人移美潮。1979年，美國通過的《臺灣關係法》，將給予中国的移民配額，區分為出生地在臺灣者與出生地在中國大陸者。另外，在戒嚴時期，一些留學生由於被列入黑名單而無法返國，形同被迫加入美國國籍，這些屬於離散的臺灣人（Taiwanese diaspora）。1980年代，由於台灣經濟起飛，有一定數量的臺灣人基於經商、求學、或追求更好生活環境品質而移民美國。根據2010年保守估計，在台美國僑民數量為5萬人。

### 學術
有鑒於美國學界對美國政府的政策制定及輿論形成具有影響力，中華民國官方與民間向來注重與美國重要智庫及大學的合作與互動，積極參與相關研討會，雙方官員或專家學者並經常互訪。以加強美國政策研究界對台灣的瞭解與支持、增進與美國意見領袖及未來政要的關係，進而對美國行政部門發揮影響力。目前的合作計畫甚多，項目包括政策研究計畫、訪問學者計畫、國際學術研討會及培訓台灣相關官員等。例如與美國國務院合作辦理傅爾布萊特國際教育計畫（The Fulbright Program），每年雙方共同捐助百餘名學者赴美國或台灣進修、協助華語或英語教學。
中華民國前外交部長與駐美代表程建人指出台灣與美國交流的智庫包括：傳統基金會、布魯金斯研究所、美國外交關係協會、卡內基國際和平基金會、戰略暨國際研究中心、蘭德公司、美國企業研究所、凱托研究所、彼得森國際經濟研究所、美國進步中心亞洲協會、大西洋理事會、國家利益中心與外交政策研究所等智庫。其中，傳統基金會、美國企業研究所、戰略暨國際研究中心等智庫傾向共和黨；布魯金斯研究所、卡內基國際和平基金會、美國進步中心亞洲協會等智庫傾向民主黨。

### 組織
目前成立的有：臺灣同鄉會、特拉華臺大同學會、紐約臺灣同鄉聯誼會、大紐約臺灣留學生聯合會、蕃薯味臺灣同鄉會、明州華人學術聯誼會等。

## 協定
因項目眾多，詳見中華民國外交部條約協定查詢系統、外交年鑑：
| 日期           | 簽署                                                             | 備註             |
| -------------- | ---------------------------------------------------------------- | ---------------- |
| 1928年7月25日  | 《整理中美兩國關稅關係之條約》                                   | 邦交時期簡稱中美 |
| 1930年6月27日  | 《中美公斷條約》                                                 |                  |
| 1930年10月31日 | 《中美外交官領事官等用品相互免稅辦法換文》                       |                  |
| 1942年3月21日  | 《中美關於對華財政援助之協定》                                   |                  |
| 1942年6月2日   | 《中美關於進行抵抗侵略戰爭期間適用互助原則之協定》               |                  |
| 1943年1月11日  | 《中美關於取銷美國在華治外法權及處理有關問題條約》               |                  |
| 1946年11月4日  | 《中美友好通商航海條約》                                         |                  |
| 1947年8月29日  | 《中美關於中國同意美軍駐華之換文》                               |                  |
| 1948年4月30日  | 《中美關於美國一九四八年援華法案之換文》                         |                  |
| 1951年1月30日  | 《中美關於美軍援顧問團來華換文》                                 |                  |
| 1954年12月2日  | 《中美共同防禦條約》                                             |                  |
| 1955年12月20日 | 《中美護照簽證互惠辦法》                                         |                  |
| 1965年8月31日  | 《在中華民國之美軍地位協定》                                     | [ 94 ]           |
| 1972年2月26日  | 《中美互免海空運所得稅換函》                                     |                  |
| 1986年1月28日  | 《台美農業科學合作計畫綱領修正案》                               | 斷交後簡稱台美   |
| 1991年12月6日  | 《台美勞工業務合作計畫綱領》                                     |                  |
| 1994年9月19日  | 《台美貿易暨投資諮商原則與程序架構協定》（TIFA）                 |                  |
| 1996年6月25日  | 《台美貨品暫准通關證協定》                                       |                  |
| 1998年2月20日  | 《臺澎金馬個別關稅領域與美國有關世界貿易組織入會雙邊談判瞭解書》 |                  |
| 2001年1月17日  | 《台美關務互助協定》                                             |                  |
| 2002年7月30日  | 《台美漁業及養殖合作瞭解備忘錄》                                 |                  |
| 2004年1月20日  | 《台美淨煤及先進發電系統技術合作協定》                           |                  |
| 2004年7月27日  | 《台美消費者產品安全合作備忘錄》                                 |                  |
| 2004年8月18日  | 《台美貨櫃安全計畫原則性聲明》                                   |                  |
| 2006年5月25日  | 《台美大港倡議合作備忘錄》                                       |                  |
| 2006年9月      | 《台美貨櫃安全計畫擴及我各港口之原則性聲明》                     |                  |
| 2007年3月1日   | 《台美稻米關稅配額制度雙邊協議》                                 |                  |
| 2007年7月10日  | 《台美建立雙邊農業諮詢委員會瞭解備忘錄及工作規範》               |                  |
| 2008年12月5日  | 《台美教育合作瞭解備忘錄》                                       |                  |
| 2009年1月27日  | 《台美航空情報交換協議》                                         |                  |
| 2012年11月26日 | 《台美優質企業相互承認協議》                                     |                  |
| 2013年12月20日 | 《台美核能和平利用合作協定》                                     |                  |
| 2014年5月29日  | 《台美防治人口販運合作瞭解備忘錄》                               |                  |
| 2015年6月1日   | 《台美全球合作暨訓練架構瞭解備忘錄》                             | [ 95 ]           |
| 2015年11月4日  | 《台美遺失、失竊及註銷護照資訊分享協定》                         |                  |
| 2016年10月20日 | 《台美氣象預報系統發展技術合作協定》                             |                  |
| 2017年2月22日  | 《台美智慧財產權執法合作備忘錄》                                 | [ 96 ]           |
| 2019年4月12日  | 《台美合作處理跨國父母擅帶兒童離家瞭解備忘錄》                   | [ 97 ] [ 註 7 ]  |
| 2020年8月10日  | 《台美醫衛合作瞭解備忘錄》                                       | [ 註 8 ]         |
| 2020年9月17日  | 《台美基礎建設融資及市場建立合作架構》                           | [ 100 ]          |
| 2021年3月26日  | 《台美設立海巡工作小組瞭解備忘錄》                               | [ 101 ]          |
| 2022年6月7日   | 《台美就律定不符合雷希法單位協定》                               |                  |
| 2023年6月1日   | 《台灣與美國間貿易協定》                                         | [ 77 ]           |

## 簽證

持中華民國護照的中華民國國民簽證要求分布圖：入境美國適用「免簽證計劃」。

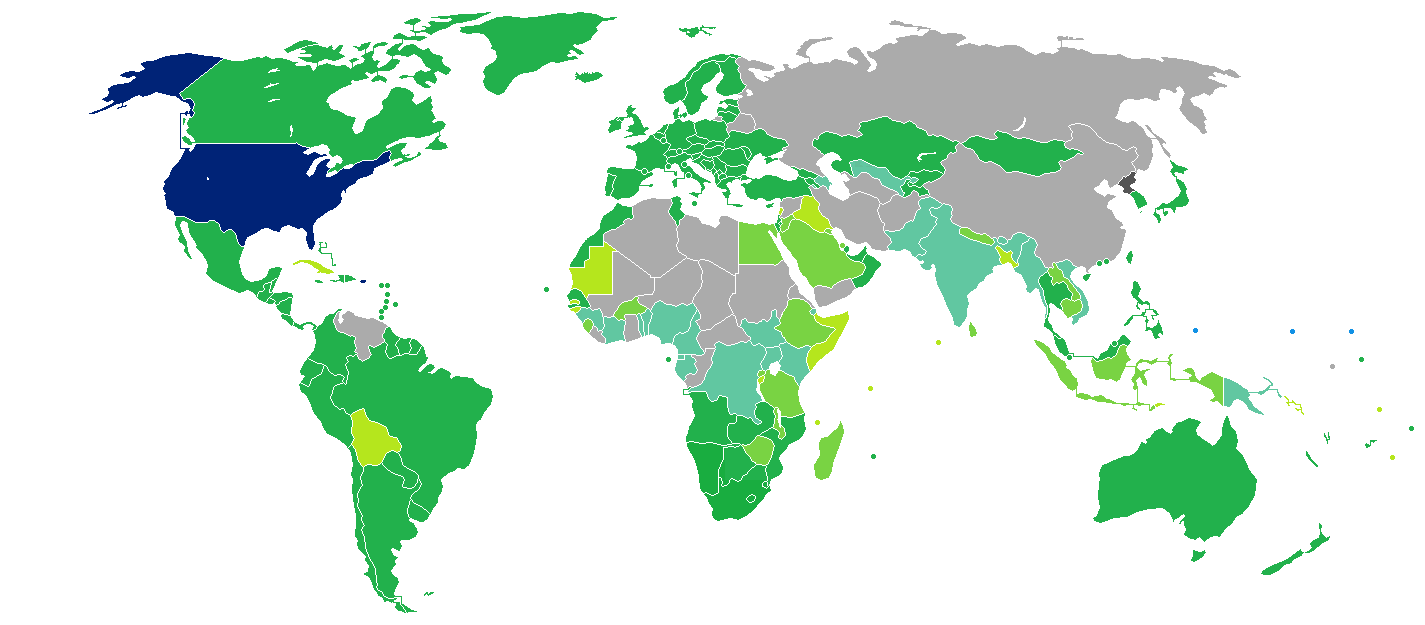
持美國護照的美國國民簽證要求分布圖：入境中華民國可以免簽證。

持有載明身分證字號的普通晶片中華民國護照之中華民國國民可以「免簽證計劃」的方式入境美國，觀光或商務停留最多90天。美國將臺灣名列「六個月效期」（Six-Month Validity）成員，所持護照效期只須與預計在美國停留期間相同即可，不受預計自美國離境日起必須具有6個月以上效期之限制。行前須事先上網申請「旅行授權電子系統（ESTA）」取得授權許可，且無其他特殊限制而無法適用者，即可免除預先申請B1/B2簽證而直接前往美國。但免簽證不代表能自動獲准入境美國，仍需符合美國的入境規定與美國海關及邊境保衛局官員核可。經美國轉機，可至美國在台協會確認簽證申請及注意事項。
所有參與免簽證計劃的41個國家都有較高的人類發展指數而且大多被認為是已開發國家，中華民國更是此計劃唯一的非联合国成员国，亦成为继日本、文莱、新加坡和韩国之后第五个加入该计划的亚洲国家。2012年12月5日，美國國土安全部在歐巴馬總統指示下，開始到台灣的美國在台協會推廣「全球入境計畫（Global Entry）」，2017年11月1日，在加入免簽證計畫5周年後，台灣正式加入美國的全球入境計畫，只需事先申請、完成安全查核再通過面試後，入出境美國就可以使用專用通道，省去排隊查驗通關時間。
持有美國護照的美國國民則可以免簽證的方式入境中華民國，停留最多90天。

### 其他
中華民國國民申請入籍美國證明，在美國國土安全部網站上關於入籍美國申請辦法中，註明寫著持台灣護照的入籍申請者，原國籍會標註為「Taiwan」，不會標註為「Taiwan, PRC」、「Taiwan, China」或「Taiwan, ROC」等。

## 交通

### 航空
雙邊航班來往的城市如下（截至2023年7月4日）：

#### 客運
| 中華民國 | 美国（按照都會區人口排列） |
| -------- | --- |
| 臺北     | - 紐約（中華航空、長榮航空） - 洛杉磯國際（中華航空、長榮航空、星宇航空） - 洛杉磯安大略（中華航空） - 芝加哥（長榮航空） - 休士頓（長榮航空） - 鳳凰城（中華航空季節性） - 舊金山（中華航空、長榮航空、星宇航空、聯合航空） - 西雅圖（中華航空、長榮航空、星宇航空、達美航空） - 檀香山（中華航空） |

#### 貨運
| 中華民國 | 美国（按照都會區人口排列） |
| -------- | --- |
| 臺北     | - 紐約（中華航空貨運、長榮航空貨運） - 洛杉磯國際（中華航空貨運、長榮航空貨運） - 芝加哥（中華航空貨運、長榮航空貨運） - 達拉斯（中華航空貨運、長榮航空貨運） - 休士頓（中華航空貨運） - 邁阿密（中華航空貨運） - 亞特蘭大（中華航空貨運、長榮航空貨運） - 舊金山（中華航空貨運） - 西雅圖（中華航空貨運） - 安克拉治（中華航空貨運、長榮航空貨運、聯邦快遞航空、UPS航空、亞特拉斯航空） |

### 駕車
中華民國與美國36州、華盛頓哥倫比亞特區、關島及波多黎各均有免試換發駕駛執照的互惠安排，符合申請條件者，可持中華民國汽車駕駛執照免試（部分地區仍須筆試）換發美國駕駛執照；或事先申辦中華民國國際駕駛執照，即可立即駕車，但宜知曉美國各州是否接受國際駕駛執照。

## 釋
1. ↑  2012年9月1日，中華民國外交部為統一駐外人員內部職稱，明定大使館、代表處設大使、公使，代表處對外仍稱代表、副代表；辦事處設總領事、副總領事，對外仍稱處長、副處長。[1][2]
代表處館長為特任或簡任第十三職等至第十四職等者任大使銜代表、簡任第十二職等至第十三職等者任公使銜代表；辦事處長為簡任第十二職等者任總領事銜處長、副處長為簡任第十職等至第十一職等者任副總領事銜副處長。[3]
註：部分駐外機構名稱雖使用「辦事處」，但層級等同「代表處」，館長為代表。
2. ↑  鴻海以富士康（英語：Foxconn）做為商業名稱
3. ↑  後改為4奈米製程
4. ↑  以及台積電創辦人張忠謀與張淑芬夫婦、中華民國駐美國代表蕭美琴、美國商務部長雷蒙多、蘋果執行長、超微執行長蘇姿丰、NVIDIA（輝達）執行長黃仁勳、美光執行長梅洛特拉。
5. ↑  美台21世紀貿易倡議的生效雖不須國會核准，但民主、共和兩黨議員仍提出實施法案，除盼透過跨黨派核准程序表達國會對協定的支持，也為加強國會監督。[78]
6. ↑  參見計算方式。[79][80]
7. ↑  2019年5月29日，美國國務院主管兒童議題資深顧問蘿倫斯（Suzanne Lawrence）訪台，出席首屆「台美合作處理跨國父母擅帶兒童離家聯合委員會」。[98]
8. ↑  在中華民國衛生福利部部長陳時中與美國衛生暨公共服務部部長見證下，由台灣美國事務委員會主任委員楊珍妮與美國在台協會台北辦事處處長酈英傑於台北簽署。[99]
9. ↑  因2019冠状病毒病疫情影響而暫停臺北航點。